# Hospitales Parque
Hospitales Parque es un grupo hospitalario español de asistencia sanitaria privada que comenzó a operar en 2012 y que cuenta con centros hospitalarios de referencia en la provisión de servicios sanitarios privados. En la actualidad forma parte de Caja de Seguros Reunidos, Compañía de Seguros y Reaseguros, S.A. (Caser).
Actualmente, el grupo cuenta con siete hospitales y cinco centros médicos distribuidos por diferentes puntos del ámbito nacional. Hospitales Parque cerró 2022 con ingresos de 69,4 millones de euros y prevé un crecimiento de más de un 40% en 2023.

## Presencia de Hospitales Parque en España
Hospitales Parque está presente en diversas localizaciones a nivel nacional. La red de centros asciende a siete hospitales y cinco centros médicos, atendiendo a más de un millón de pacientes al año, con una plantilla de más de 900 personas y 700 profesionales médicos.
Hospitales Parque es además el único grupo de capital español con hospitales en Baleares y Canarias.

## Centros
1. Hospital Parque Tenerife
2. Hospital Parque Fuerteventura[4]
3. Hospital Parque Vegas Altas - Don Benito[5]
4. Hospital Parque Vía de la Plata - Zafra
5. Hospital Parque Llevant
6. Hospital Parque Marazuela[6]
7. Centro Médico Parque Lanzarote[7]
8. Centro Médico Parque Laserclinic Manacor
9. Centro Médico Parque Corralejo[8]
10. Centro Médico Parque Cala Mesquida
11. Centro Médico Parque Porto Colom
12. Clínica Marazuela de Talavera de la Reina[9][10]
13. Clínica San Francisco de Cáceres[11][12][13][14]